# Tiny Glade
Tiny Glade (з  англ. «Крихітна галявина») — це  інді–гра та затишна містобудівна гра в пісочниці, де гравці можуть будувати замки, руїни та інші будівлі середньовічної епохи. Вона розроблена і видана шведською інді–студією Pounce Light і була випущена 23 вересня 2024 року для Windows і Linux. Гра не містить жодних традиційних завдань, і гравцям надається свобода робити що завгодно за допомогою інструментів, які є в їх розпорядженні. Гра має середньовічну тематику і дозволяє будувати замки, руїни, котеджі і так далі. Хоча гравці будують будівлі в режимі панорами, вони мають можливість переглядати їх у режимі від першої особи.
Tiny Glade дозволяє створювати діорами у вигляді будинків, руїн або замків. Ключова особливість гри ― процедурна генерація, що надає будівлями завершеного вигляду незалежно від того, яким чином гравець розташує будівлі, стіни та інші елементи будівлі.
Розробка гра велася протягом трьох років за участю двох осіб і почалася з опублікованого в соціальних мережах ролика зі стіною, створеної за допомогою процедурної генерації, що викликало підвищений інтерес у користувачів. Розробники хотіли створити естетично красиву і розслаблюючу гру, за виворотом якої ховається важка інженерія з процедурної генерації різних об'єктів. Жанр гри був натхненний Townscaper.
Гра отримала переважно позитивні відгуки від ігрових критиків, які похвалили гру за її розслаблюючу атмосферу, візуальну естетику, просунуту процедурну генерацію, але розкритикували занадто обмежений набір інструментів. Оцінка гравців у Steam була вкрай позитивною.
Спочатку випущена як безкоштовна демо–версія в червні 2024 року, вона привернула багато уваги на стадії попереднього релізу, оскільки досягла понад 800 000 списків побажань (це функція, за допомогою якої геймери отримують сповіщення, коли гра виходить або ціна знижується) у Steam. Гра також була четвертою за кількістю програвань і другою за кількістю переглядів демо–версією Steam 2024 Next Fest, а також була номінована на найкращу самовидавну інді–гру на Golden Joystick Awards у серпні 2024 року. Повна версія гри була випущена 23 вересня 2024 року для Windows.

## Ігровий процес
Tiny Glade є інтерактивним конструктором. Гравцю доступний набір інструментів, щоб створювати будівлі, вежі, дахи, стежки, міняти ландшафт тощо. Гравець не обмежений кількістю ресурсів або часом, при розміщенні об'єктів гравець не обмежений сіткою. Будувати можна на галявині у зазначених межах. Гра пропонує кілька візуально відмінних галявин, що відображають різні пори року. У Tiny Glade є зміна доби, яку можна вимкнути. Кожен день гра пропонує завдання щодо створення споруди певного типу, в яких гравець може за бажання взяти участь. Внутрішньо–ігрових нагород немає.
У Tiny Glade доступні різні інструменти для будівництва, зносу та зміни ландшафту. На ділянці можна ставити готові шаблони будівель, розтягувати їх вшир чи висоту, зносити окремі стіни. У грі доступні два види споруди ― прямокутна споруда і вежа, які можна розтягувати, комбінувати один з одним, щоб створювати будівлі і замки різної форми, у тому числі створити невеликі райони. Можна змінювати зовнішність будівлі, форму фасаду з між цегляною, штукатуркою та фахверком, підбирати колір. Пензель дозволяє створювати доріжки, ставити стіни або паркани. Також за допомогою пензля можна створювати водоймища, квіткові лужка або ставити дерева. Якщо провести дорогу через водойму, то утворюється міст. У грі є гумка, за допомогою якої можна видаляти предмети або будівлі, також частково зносити стіни, утворюючи ефект руїн.
Важливу роль у створенні діорами відіграє процедурна генерація, при зміні висоти, форми будівель, дахів або стін випадково змінюється форма кладки будівлі, у тому числі розміщення вікон, дверей та інших деталей. Також гра процедурно розміщує предмети, на зразок горщиків з рослинами, лав, сходів або мотузок з білизною між вікнами. У гру вбудовані різні режими камери, щоб спостерігати за будівництвом як з перспективи пташиного польоту, так і переміщатися між будовами.

### Ключові можливості
- Гра прирашає збірки деталями, створюючи кожне творіння красиво з коробки;
- П'ять різних галявин для будівництва, кожна з унікальним настроєм;
- Світ, який відчувається живим: плющ огортає будівлі, вівці вагаються крізь шляхи сонце заходить із спалахом кольорів і світлячки освітлюють ніч. Маленькі пташки і метелики наповнюють повітря, тоді як риба та качки оживляють ставки;
- Кожна дія має анімоване скасування та повторення. Немає помилок відповіді, і гравець завжди може передумати;
- Задовільні звуки та музика;
- Режим фотозйомки з камерою зі зсувом кута нахилу, завдяки якій все виглядає ще меншим.[18]

## Розробка
Tiny Glade розроблена незалежною шведською студією Pounce Light, це їхня дебютна гра. Розробка гри велася протягом трьох років. Над грою працювало дві людини — Анастасія Опара, родом із Росії та Томаш Стаховяк. Гра була створена на модифікованому ігровому рушії Bevy. Анастасія описувала свою гру як ящик для іграшок і створення діорам. Розробники хотіли забезпечити гравцю простір, затишний притулок, де можна розслабитися та відпочити. Вони не хотіли обмежувати гравця, а просто надати йому набір інструментів, з якими можна працювати гладко без збоїв та багів. Вже на самому початку розробки було вирішено створити затишну гру на кшталт Townscaper, Unpacking або A Little to the Left. Анастасії дуже подобалися ці ігри і відчуття затишку, що передається, схоже з переглядом мультфільмів від студії Ghibli.
Розробка гри почалася з розміщення Анастасією рендеру у соціальних мережах. Це було коротке відео зі створенням стіни за допомогою процедурної генерації як реального часу. Скрипт був створений на ігровому рушії Bevy, з даними, що працюють мовою програмування Rust. Анастасія тоді хотіла перевірити, чи можливо створювати процедурну генерацію на GPU і в реальному часі. Випущене їй відео стало вірусним. Після цього Анастасія випустила ще ряд інших відео з процедурною генерацією і багато користувачів почали просити створити повноцінну гру. Анастасія звільнилася з роботи, щоб присвятити весь свій робочий час на розробку. Розробниця за багато років до цього почала вивчати процедурну генерацію і стала відомою 3D–художницею, що спеціалізується на створенні ландшафтів, що процедурно генеруються. Анастасія задовго до початку роботи над Tiny Glade задумувала стати інді–розробником, надихнувшись історіями з фільму «Незалежна гра: Кіно».
Найскладнішою частиною в розробці було створення інтуїтивно простого і зрозумілого управління при будівництві будинків і замків, інакше гравець не міг би отримувати задоволення від гри. Інтерфейс та інструменти кілька разів перероблялися. Анастасія згадувала про те, що кожен гравець створює щось у своєму стилі і якщо він вирішить створити «шалений замок», чи буде йому як і раніше зручно використовувати інтерфейс та інструменти будівництва. Закриті бета–тести показували незвичайні сценарії, до яких вдавалися гравці, наприклад, спроби створити дерев'яні стіни з ліхтарів або створення подоби машикулів у стіні при певному розташуванні сходів, після чого розробники додали машикулі до процедурної генерації. Також багато гравців намагалися створити мости, в результаті їх також було вирішено додати до гри, незважаючи на технічно складну реалізацію. Протягом усієї розробки, Анастасія та Томаш вивчали ідеї, як покращити свою гру.

### Процедурна генерація та програмування
У грі використовується процедурна генерація, що визначає поточний вигляд поверхні землі, будівель та дахів. Генерація є складним набором правил, створеним вручну Анастасією і Томашем. Анастасія зауважила, що у генерації не бере участь нейронна мережа. Кожен об'єкт пов'язаний зі складними алгоритмами та генераторами. Коли гравець розміщує будь–що, цей об'єкт миттєво проходить через створення, складання, морфінг та деформацію для досягнення бажаного виду. Анастасія зауважила, що створена їй і Томашем гра надзвичайно системна, покладається на важку інженерію, щоб генерація працювала вивірено, як годинник. Для досягнення цієї мети найкраще підходили мова програмування Rust та ігровий рушій Bevy, які спрощують роботу над тим, де не допустимі ускладнення та баги.
Вхідною точкою в розробці гри стала мова програмування Rust, з якою Томаш вже давно працював. Анастасія почала працювати з рушієм Bevy, який спочатку використовувався і для рендерингу, але рушій не дозволяв досягти бажаних результатів. В результаті в гру був вбудований фреймворк ECS, або Entity Component System, що ідентифікує ігрові об'єкти і те, як вони працюють, по суті, рушій всього, що відбувається в грі. Це дозволяло покращити якість процедурної генерації та забезпечити гарну графіку. Для розробки гри спочатку використовувався програмний інтерфейс OpenGL, пізніше Томаш і Анастасія перейшли на Vulkan, тому що проект ускладнився і Vulkan був хоч складніше у використанні, але надавав більше можливостей, у тому числі дозволяв задіяти більше обчислювальних шейдерів.
За складної процедурної генерації гра була добре оптимізована. Розробники досягли того, щоб Tiny Glade могла запускатися на комп'ютерах з графічною картою GTX 1060 при 60 кадрах на секунду з програмним трасуванням променів. Також Tiny Glade важить менше двох гігабайтів.

## Музика
| Саундтрек Ода Тільсет | Саундтрек Ода Тільсет |
| --------------------- | --------------------- |
| Дата випуску          | 23 вересня 2024       |
| Жанр                  | розслаблююча музика   |
| Тривалість            | 57:56                 |
| Лейбл                 | Noknok Audio          |

Над музикою та звуковими ефектами працювали NokNok Audio. Музику до гри написала Ода Тільсет. Саундтрек було випущено 23 вересня 2024 року. У 2022 році Тільсет також випустив «Tiny Glade – WIP Album» з п'ятьма треками.
| - 1. Tiny Glade – 01:43 - 2. Tiny Summer Glade – 02:36 - 3. Hello Fellow Waddler – 02:20 - 4. Seriously Summer – 03:35 - 5. Bah–bah Little Lamb – 02:33 - 6. Tiny Flowery Glade – 02:37 - 7. Beams and Ivy – 02:13 - 8. Springtime Blossoms – 03:00 - 9. Swaying Flowers – 02:59 - 10. Tiny Autumm Glade – 02:38 - 11. Leafy Breeze – 02:34 | - 12. Autumn Sun – 03:28 - 13. Actual Autumn – 02:27 - 14. Tiny Olden Glade – 02:37 - 15. Morning Mist – 03:38 - 16. Enchanted Forest – 02:48 - 17. Forgotten Ruins – 03:10 - 18. Tiny Winter Glade – 02:38 - 19. Snowflakes – 02:21 - 20. New Snow – 02:32 - 21. Wishful Winter – 03:18 |

## Анонс та вихід
Анастасія анонсувала розробку гри і протягом кількох років ділилася в соцмережах відеороликами з будівлями, створеними за допомогою нових інструментів. Pounce Light вирішили не зв'язуватися з видавцем та самостійно просувати гру. Анастасія та Томаш не хотіли, щоб треті особи втручалися у процес розробки та бачення гри. Вони згадували свій досвід роботи над AAA–іграми, де всі їхні дії суворо контролювалися. Через три роки після початку розробки понад мільйон користувачів додали гру до списку бажань, що зробило її однією з найбажаніших ігор у Steam. Tiny Glade чекали шанувальники жанру затишних ігор.
Незадовго до випуску в Steam було випущено демо–версію. Гра також показувалася на фестивалі Steam. Розробники помітили, що хотіли гравцям дати можливість випробувати гру та вирішити, чи будуть вони готові купити її.
Гра вийшла 23 вересня 2024 року в Steam і отримала вкрай позитивні оцінки від гравців із 2000 оглядів позитивними були 96%. Незабаром після релізу пікова онлайн–відвідуваність гри перевищила 10000 чоловік. На початок жовтня 2024 року Tiny Glade купило понад 500.000 осіб. Гравці почали ділитися в соціальних мережах безліччю зображення зі створеними замками складних конструкцій. Станом над 1 жовтня 2024 року Tiny Glade посіла 10 місце серед найпопулярніших ігор у Steam. Оскар Столберг, творець інді–гри Townscaper, чиїм жанром була натхненна Tiny Glade зізнався, що з нетерпінням чекав виходу цієї гри.

## Можливий зв'язок з Росією
Практично одразу після виходу гри, у групі Steam «Обережно, русняві ігри» з'явилася інформація щодо можливого зв'язку розробників з Росією, через те, що розробниця гри Анастасія Опара родом із Росії. Натомість, виходячи з розслідування користувача платформи Medium, а також профілів Анастасії у LinkedIn, Instagram та X, можна зробити висновок, що вона навчалася в Нідерландах з 2013 по 2017 рік, а з 2016 року працювала у Швеції в компаніях, зокрема в EA. Крім того, згідно її профілю в Instagram, у 2013 вона переїхала в Нідерланди для навчання в університеті прикладних наук Бреда. А у 2018 вона виступила з доповіддю в університеті. У 2021 році корпорація Microsoft представила Анастасію в Стокгольмі, Швеція. У 2023 році під час розробки гри Tiny Glade у Steam з'явилося обговорення щодо додавання української локалізації до гри, а через деякий час Анастасія особисто відповіла і надала згоду на впровадження української локалізації до гри.

## Критика
| Зведений рейтинг  | Зведений рейтинг |
| Агрегатор         | Оцінка           |
| ----------------- | ---------------- |
| Metacritic        | 74/100           |
| Іншомовні видання |                  |
| Видання           | Оцінка           |
| GameStar          | 84%              |
| Shacknews         | 8/10             |
| Multiplayer       | 8.0              |
| PC Games          | 80%              |
| GamePro           | 77/100           |
| Gamereactor UK    | 7/10             |
| IGN               | 7/10             |
| PC Gamer          | 60/100           |

Tiny Glade отримала здебільшого позитивні відгуки з боку ігрових критиків. Середня оцінка на агрегаторі Metacritic склала 74 бали зі 100 можливих. Тоді як на квітень 2025 року у Steam відгуки є «Надзвичайно позитивними».
Різні критики вважають цю гру затишною. У попередній рецензії Rock Paper Shotgun гру описано як затишну, чарівну та креативну, але також відзначено обмежений характер демоверсії. Щодо повного випуску те ж саме видання заявило, що «таке відчуття, ніби ми були тут раніше», і порівняло його з Summerhouse, іншим будівельником діорами.
Тим часом PC Gamer описав гру як «непохитну ортодоксальну», оскільки «все наповнене приємною пастельною красою з низькою деталізацією, яка відчайдушно благає, щоб її полюбили». IGN виявив, що «невеликий шматочок стану потоку, щоб побалувати ваш мозок» — це приємне місце, завдяки якому «реальний світ здається дуже далеким».
Лорен Чандлер із сайту Shacknews назвав Tiny Glade «неймовірно милою» грою, найкращим на даний момент конструктором діорами з незабутнім досвідом як для досвідчених геймерів, так і для тих, хто ще ніколи не грав у ігри. Ігровий процес відчувається так, ніби копаєшся в пісочниці. Tiny Glade це така гра, яка розслаблює, приносить задоволення і надихає. Аарон Шнайдер із сайту PC Games назвав Tiny Glade затишною грою, що пропонує грандіозні можливості у невеликих масштабах. Конні Андерссон із сайту Gamereactor порівняла гру «маленькою перлиною», а її передану атмосферу з осіннім затишком. Вона назвала Tiny Glade сумішшю The Sims та Minecraft.
Рейчел Вебер із сайту IGN зізналася, що навіть не помітила, як минуло дві години з того моменту, як вона почала грати у Tiny Glade. Оглядачка зауважила, що не грала в гру, а швидше «гралася з нею», порівнюючи її з набором зачарованих кубиків Lego або c набагато симпатичнішим творчим режимом Minecraft. Рейчел після кількох ігрових сеансів швидко відчула нестачу ігрового контенту. Tiny Glade цілком можна прописувати, як ліки для боротьби зі стресом та гнівом.
Шон Прескотт із сайту PC Gamer порівняв гру з медитативним досвідом та творчою пісочницею, в який навіть найповерховіші зусилля дають «гарні» результати. Критик проте вважав це почуття затишку та ідилії занадто нудотним, задушливим для себе, назвавши Tiny Glade таким собі «фінальним босом від затишних ігор». За фасадом цієї нудотності ховається нестача творчої свободи для гравця.
Критики похвалили гру за її візуальну естетику та приємну музику. М'який саундтрек зі слів рецензента PC Gamer чуйно адаптується до доби та сезону. Андерссон упіймала себе на думці, що продовжувала грати тільки тому, що на неї приємно дивитися.

### Будівництво та процедурна генерація
Критики похвалили просунуту процедурну генерацію у грі та увагу до деталей. Їм подобалося, як гра випадковим чином додавала навколишні предмети та деталі в залежності від розташування будівель або стін. Завдяки процедурній генерації, що згладжує будь–які переходи, будівлі будь–якої форми виглядають як професійно спроектована архітектура. Чандлер відчував, ніби працював з холстом, що ожило, він помітив, що Tiny Glade заохочує експериментувати і допускати помилки. Аналогічно критик PC Gamer зауважив, що у грі просто фізично неможливо створити щось «потворне» як би не намагатися. За словами Лорена Чандлера «Забавно бачити, як графічний двигун у реальному часі малює те, що ви розміщуєте, це надає заспокійливий ефект». Вебер із сайту IGN помітила, що вау–ефект від процедурної генерації тимчасовий і через багато годин гри гравець почне помічати ті самі деталі при генерації. Оглядачка IGN помітила, що гра безперечно знайде свою фан–базу, яка змагатиметься між собою з витіюватістю створених будівель.
Змішану оцінку отримав сам режим будівництва. Оглядачі помітили спрощений інтерфейс гри та обмежений набір інструментів будівництва. Частина критиків однак не вважали це недоліком, згадуючи те, як у поєднанні з просунутою процедурною генерацією гра дозволяє через комбінації простих деталей створювати складні та вражаючі результати. У цьому плані Tiny Glade схожа на Townscaper або Summerhouse.
Інша частина критиків залишилася розчарована обмеженим набором для будівництва. Критик GameReactor зауважив, що сильні сторони гри є її головною слабкістю. Андерссон з Gamereactor згадувала, наприклад, можливість садити тільки один вид квітів, дерев. Незважаючи на прекрасну процедурну генерацію, оглядачка хотіла б мати більший контроль над тим, що вона створює, це особливо стосується контролю над ландшафтом та камінням. Як висловився Шон Прескотт, гравцеві достатньо розміщувати і змінювати форму найпростіших фігур, решту роботи робить сама гра. Рейчел зауважила, що через занадто обмежений набор інструментів у Tiny Glade проблема з реграбельністю, яку потрібно виправляти додаванням більшої кількості ігрового контенту. Гра відчувається швидше, як приємна закуска, але не справжня страва. Критик Shacknews зіткнувся з деякими труднощами при спробі розтягнути чи обрізати будівлі, він залишився незадоволеним обмеженими варіантами розмальовки. Також грі не вистачає функції дублювання будівель.

## Нагороди
| рік      | Церемонія          | Категорія                     | Результат | посилання |
| -------- | ------------------ | ----------------------------- | --------- | --------- |
| 2024 рік | Нагороди Steam     | Сядьте зручніше і розслабтеся | Номінація | [ 44 ]    |
| 2025 рік | BAFTA Games Awards | Технічні досягнення           | Номінація | [ 45 ]    |